# Spektr-RG
Spektr-RG (ruso para Spectrum (espectro electromagnético) + Röntgen (rayos X) + Gamma (rayos Gamma)), también llamado Spectrum-X-Gamma, SRG, SXG, es un observatorio espacial rusoalemán lanzado el 13 de julio de 2019.

## General
El principal instrumento de la misión es eROSITA, construido por el Instituto Max Planck para Física Extraterrestre (MPE) en Alemania. Está diseñado para realizar un estudio de rayos X de 4 años, el primero en una banda de rayos X de hasta 10 keV de energía. Este estudio debería detectar muchos grupos nuevos de galaxias y núcleos galácticos activos. El segundo instrumento, ART-XC, es un telescopio de rayos X de alta energía ruso. Este instrumento y nave espacial se está construyendo bajo el liderazgo del Instituto Ruso de Investigación Espacial (IKI).

## Nave espacial
El programa Spektr-RG fue reactivado en 2005, su construcción terminó en 2016, y a mediados de 2018 pasó las pruebas de integración. Fue lanzado el 13 de julio de 2019. El observatorio está integrado con un "navegador" de satélite explorador.

## Instrumentos
|                      | eROSITA                                                | ART-XC             |
| -------------------- | ------------------------------------------------------ | ------------------ |
| Organización         | Instituto de Planck del Max para Física Extraterrestre | IKI / VNIIEF       |
| Tipo de telescopio   | Wolter                                                 | Wolter             |
| Masa                 | 810 kg                                                 | 350 kg             |
| Gama de sensibilidad | 0.3 - 10 keVolts                                       | 6 - 30 keVolts     |
| Ángulo de vista      | 1 grado                                                | 30 minutos         |
| Resolución angular   | 15 segundos                                            | 45 segundos        |
| Área de sensor       | 2,400 cm2/ 1 keVolts                                   | 450 cm2/ 8 keVolts |